# Ginevra Speraz
Giuseppina Levi, que usó el pseudónimo de Ginevra Speraz, de casada llamada también Ginevra Pilo (Mantua, 1865 - Buenos Aires, 1936) fue una escritora, periodista, traductora e hispanista italiana.
Hija de Giuseppe Levi y de la escritora dálmata Vica o Vincenza Šperac, más conocida como Beatrice Speraz (1843-1923), pero que usaba el pseudónimo masculino de Bruno Sperani. Nació en Mantua, tuvo cinco hermanos y se graduó en letras en Bolonia; quiso seguir la profesión de su madre y se casó con Mario Pilo (1859-1921), profesor de ciencias naturales en Mantua y luego de estética musical en las universidades de Bolonia y de Pisa. Escribió sobre todo narrativa infantil en diversas revistas y dirigió una, el Giornale del Fanciullo. La meta, dedicada a su madre, es su mejor obra según su propio criterio. Tradujo varias obras del español, entre ellas La viva e la morta de José Ortega Munilla. Sin hijos y fallecido el marido en enero de 1921, se trasladó a Buenos Aires, donde falleció.